# Circonscription électorale de Bucheggberg-Wasseramt

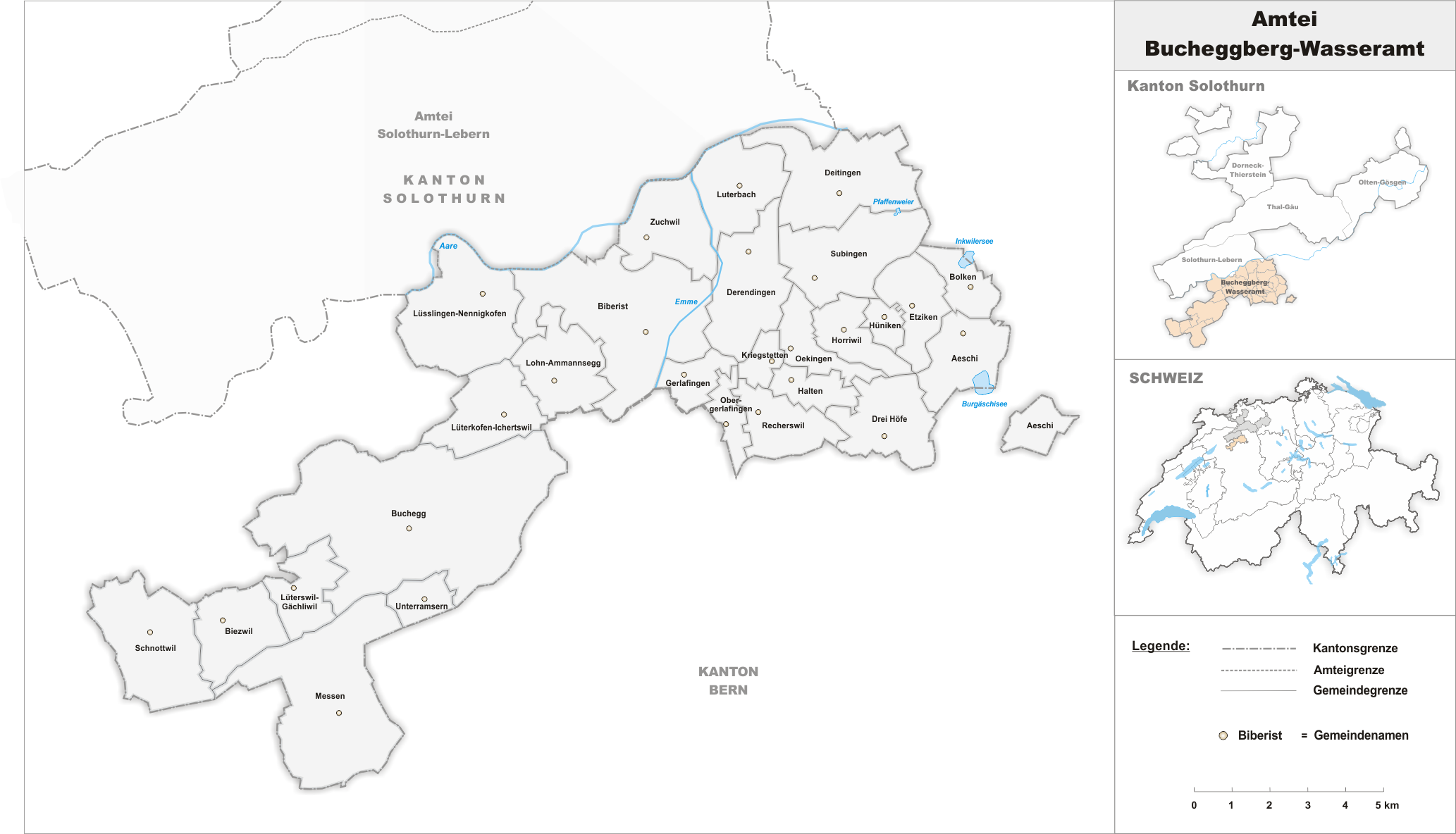
Carte de la circonscription électorale.

La Circonscription électorale de Bucheggberg-Wasseramt est une circonscription électorale du canton de Soleure en Suisse. Créée en 2005, elle regroupe les districts de Wasseramt et de Bucheggberg, soit 42 communes et près de 55 000 habitants. 
La circonscription permet d'élire 22 députés au Grand Conseil du canton de Soleure.